# Vilonya
Vilonya is een plaats (község) en gemeente in het Hongaarse comitaat Veszprém. Vilonya telt 656 inwoners (2001).